# Реквијем за тешкаша
Реквијем за тешкаша је југословенски драмски и спортски телевизијски филм из 1974. године. Режирао га је Сава Мрмак по сценарију америчког сценаристе Рода Серлинга који је писан за антологијску емисију Playhouse 90. Главну улогу боксера Харолда „Брда” Маклинтока тумачи Велимир Бата Живојиновић док споредну поставу чине Бора Тодоровић, Јован Јанићијевић Бурдуш, Неда Спасојевић и Небојша Бакочевић (у својој првој улози).
Бата Живојиновић је касније описао улогу боксера Маклинтока као своје најбоље остварење.

## Улоге
| Глумац                   | Улога                   |
| ------------------------ | ----------------------- |
| Велимир Бата Живојиновић | Харолд „Брдо” Маклинток |
| Бора Тодоровић           | Мес Лумис               |
| Јован Јанићијевић Бурдуш | Арми                    |
| Неда Спасојевић          | Кери                    |
| Славко Симић             | Лекар                   |
| Еуген Вербер             | Парели                  |
| Миодраг Андрић           | Фокси                   |
| Мирослав Бијелић         | Гост у кафани           |
| Мида Стевановић          | Арнолд                  |
| Божидар Савићевић        | Бармен Чарли            |
| Богдан Јакуш             | Други гост у кафани     |

Остале улоге  ▼
| Глумац            | Улога                 |
| ----------------- | --------------------- |
| Ђорђе Јовановић   | Ла Плант              |
| Иван Јонаш        | Хансонов повереник    |
| Мелита Бихали     |                       |
| Радомир Поповић   | Службеник             |
| Рас Растодер      | (као Мехмед Растодер) |
| Бранислав Радовић |                       |
| Небојша Бакочевић |                       |
| Мехмед Растодер   |                       |